# Émile Pagès
Émile Pagès (* 30. Juni 1893; † 6. März 1963) war ein französischer Schriftsteller.
Pagès schrieb Abenteuer-, Liebes- und Kriminalromane, vorübergehend auch in Zusammenarbeit mit Maurice-Charles Renard unter den gemeinsamen Pseudonymen Jim Vulpes und Hugues de Page.

## Schriften
- mit Pierre Mariel: L'Amoureux des îles, Livre national, 1927
- Le Chevalier de la mer, Hachette, 1930
- mit Pierre Mariel: Une idylle en pays lointains, Ed. du Livre national, 1930
- mit Pierre Mariel: Le Royaume des dieux vivants, Livre national-Aventures et Voyages, n° 348, 1931
- La Grande étape: 1918, J. Tallandier, 1931
- Campagne de misère: Sibérie 1919, Berger-Levrault, 1933
- Une aventure de d'Artagnan, Kriminalroman, L'Histoire vécue N°2, 1936
- Le Ticket de métro, Kriminalroman, Aventures policières (Rouff), n° 2, 1937
- L'expedition des Trois Pointes: Nouvelle Guinee 1942, Collection Patrie, Ed. Rouff, 1948
- Ricochets, Librairie des Champs-Élysées, 1955

| Personendaten    | Personendaten                                        |
| ---------------- | ---------------------------------------------------- |
| NAME             | Pagès, Émile                                         |
| ALTERNATIVNAMEN  | Vulpes, Jim (Pseudonym); Page, Hugues de (Pseudonym) |
| KURZBESCHREIBUNG | französischer Schriftsteller                         |
| GEBURTSDATUM     | 30. Juni 1893                                        |
| STERBEDATUM      | 6. März 1963                                         |